# Luise Hart
Luise Hart (* 27. Mai 1997 in Berlin) ist eine deutsche Schauspielerin. 

## Leben
Luise Hart wuchs in Heilbronn auf.
Hart besuchte von September 2018 bis September 2022 die Hochschule für Schauspielkunst Ernst Busch in Berlin. Sie wird von der Agentur agent brosmann vertreten.
Von 2018 bis 2022 spielte sie das Stück Welche Zukunft?! - Let them eat money im Deutschen Theater Berlin. 2022 wirkte sie im Stück Früchte des Zorns bei den Münchner Kammerspielen mit. Im Theater Magdeburg spielt sie seit 2022 in drei Inszenierungen.

## Filmografie
- 2017: Still Lives
- 2019: Frau Stern
- 2019: Der Kriminalist (Wir haben es nicht besser verdient)
- 2020: Um Himmels willen (Plötzlich reich)
- 2023: Am Ende – Die Macht der Kränkung